# ライトバス (企業)

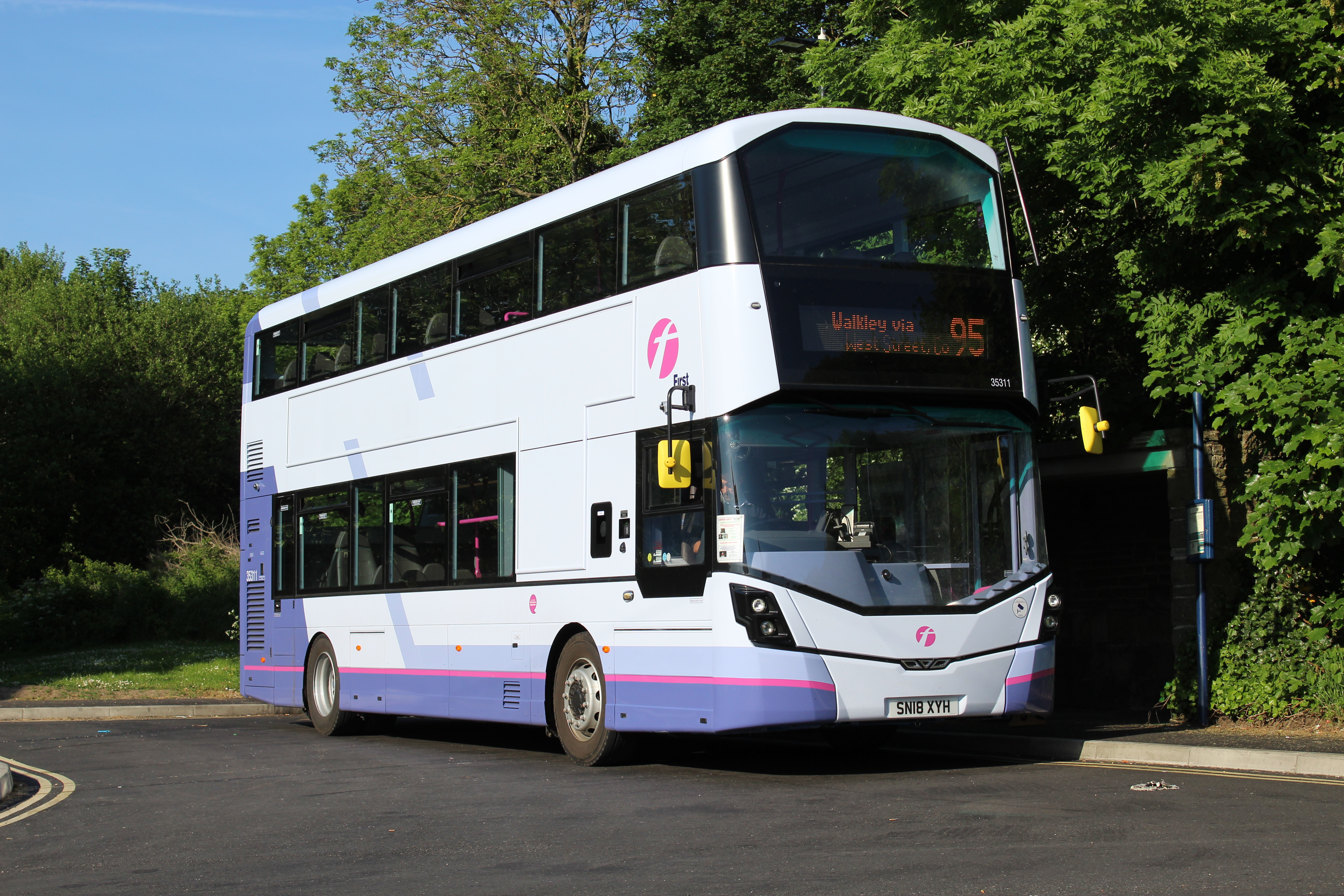
ライトバスの車両

ライトバス (英語: Wrightbus) は、イギリス（北アイルランド）を拠点とするバス製造企業で、低床バスの先駆者である。
1946年にロバート・ライトによって設立され、息子のウィリアム・ライト（英語）によって運営された。

## 概要

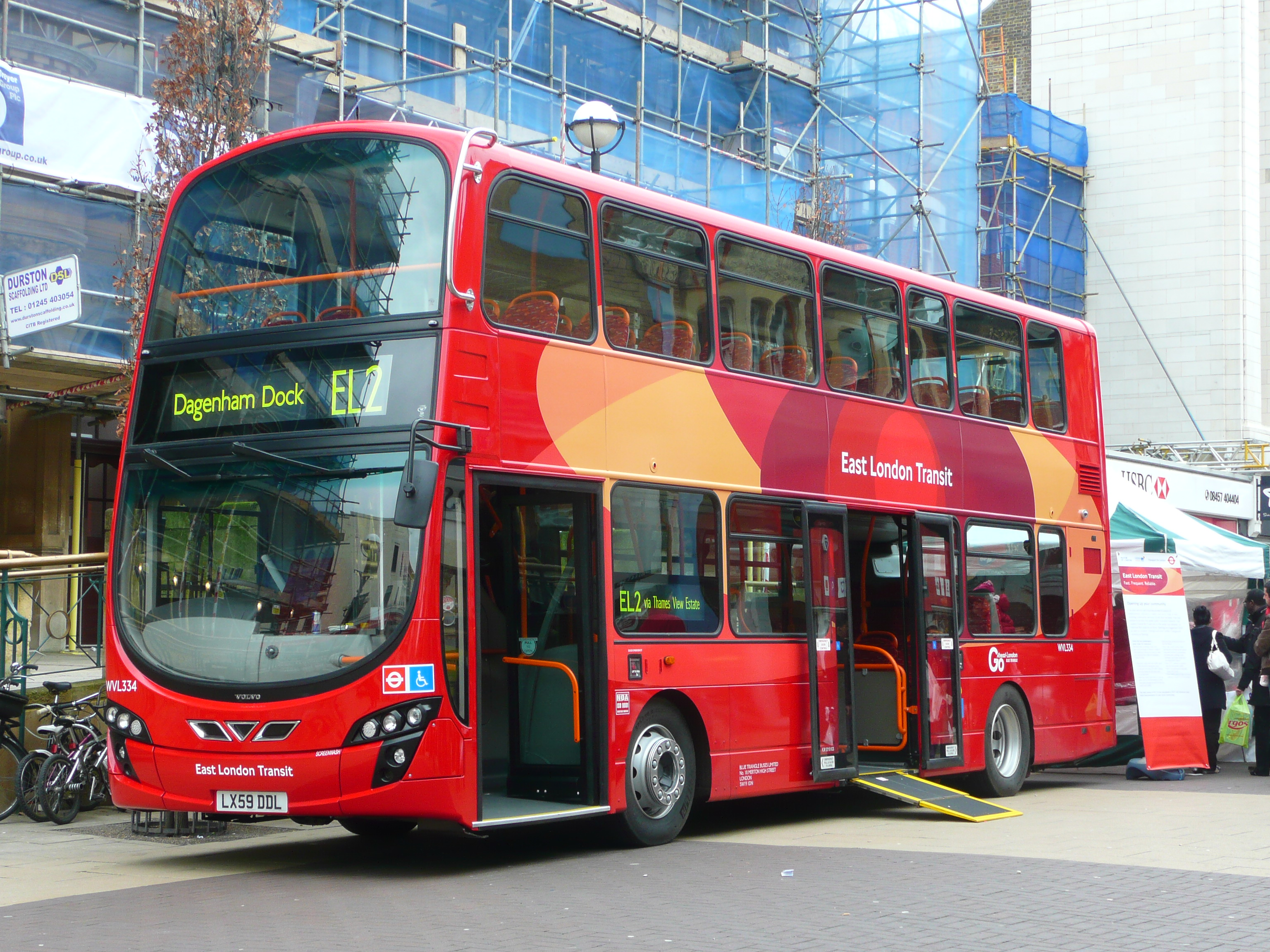
ライトバス製のロンドンバス

主にバスを製造している。有名なものにニュールートマスター(AECルートマスターとは別)がある。なお、ライトバス製の車両はライトバスのロゴがつけられる。日本国内にはエクリプスジェミニ3のオープントップバスがはとバスと京浜急行バスに存在する。

## 沿革
2019年9月に破産を申請したことが報じられ、同年10月にバンフォード・バスカンパニー (Bamford Bus Company) に買収された。